# Rosa Telefon
Ein Rosa Telefon ist ein telefonischer Beratungsdienst, der Lesben, Schwulen und Bisexuellen die Möglichkeit eröffnet, anonym über deren Neigungen beraten zu werden, sowie jegliche Informationen über Probleme zu erhalten, die mit Homosexualität (bzw. Bisexualität) in Zusammenhang stehen.
Rosa Telefone bestehen in allen großen und mittelgroßen Städten Deutschlands und sind teilweise mit professionellen Kräften besetzt und staatlich finanziert. Das Gros der Rosa Telefone operiert im nichtkommerziellen Bereich und wird von Beratern angeboten, die regelmäßig Supervision von professionellen Stellen erhalten. Teilweise sind die Rosa Telefone jedoch mit ehrenamtlichen Beratern besetzt, die keine besondere Ausbildung haben oder Supervision erhalten, aufgrund ihrer Lebenserfahrung aber dennoch qualifiziert sind.
Bundesweit sind Rosa Telefone bislang erreichbar unter der Rufnummer 19446. Da die Bundesnetzagentur diese bundesweiten Nummern umstrukturiert, ist nicht eindeutig, welche Nummern dieser Dienst in den unterschiedlichen Städten künftig erhalten wird. 
Neben dem bundesweiten Dienst über eine einheitliche Nummer gibt es auch lokale Initiativen, die davon abweichende Festnetznummern verwenden.
Die Hauptaufgaben der Rosa Telefone sind:
- Hilfe bei Problemen, die Menschen im Zusammenhang mit ihrer lesbischen bzw. schwulen Identität haben;
- Auskunftsstelle für Termine und Treffpunkte homosexueller Menschen;
- Weiterleitung an entsprechende Fachstellen.